# Bandara procera
Bandara procera är en insektsart som beskrevs av Delong 1980. Bandara procera ingår i släktet Bandara och familjen dvärgstritar. Inga underarter finns listade i Catalogue of Life.